# Бомбардировка Алжира (1816)
Бомбардировка Алжира в 1816 году (англ. Bombardment of Algiers (1816)) — попытка Великобритании остановить практику рабства алжирских деев. 27 августа 1816 года англо-голландский флот под командованием адмирала лорда Эксмута подверг бомбардировке корабли и береговую оборону города Алжира.

## Предыстория
Алжирский дей Хадж Али воспользовался Наполеоновскими войнами, чтобы ограбить большое количество европейских кораблей, курсировавших в Средиземноморье, и продать в рабство захваченные экипажи. Во время  Первой берберийской войны этому попытались противодействовать США. В марте 1815 года дей Алжира был убит. Его заменил Омар-ага, который возобновил пиратскую практику против западных кораблей. США снова воздействовали и победили во время Второй берберийской войны, что после 1815 года теоретически положило конец практике пиратства. Но захваты кораблей и экипажей возобновились снова.
Поэтому в 1816 году британскому флоту под командованием Эдварда Пеллью (лорда Эксмута) было поручено освободить рабов и положить конец пиратству и набегам, затронувшим южное побережье Европы. В марте 1816 года объединённый англо-голландский флот прибыл к североафриканскому берегу. Деи Туниса и Триполи согласились без сопротивления освободить рабов, численность которых оценивалась в 30 000 человек. Дей Алжира отказался под предлогом того, что ему нужно пиратство, чтобы платить своим войскам. После длительных неудачных попыток заставить алжирского дея принять ряд требований, переговоры закончились.

## Ход сражения

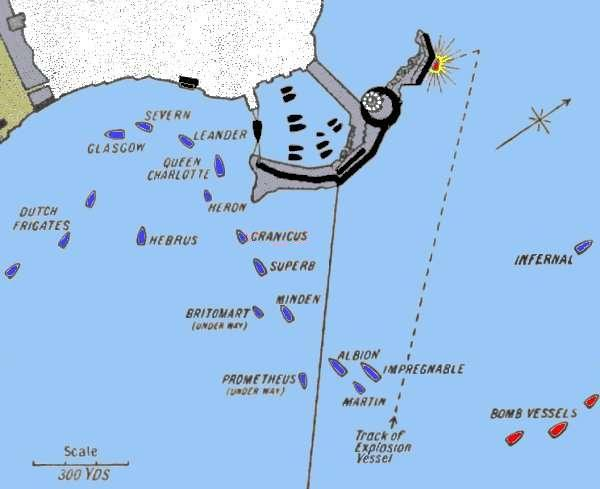
Карта-схема сражения

В ответ на выстрел с береговой батареи, флот начал обстрел Алжира. Алжирская флотилия предприняла попытку абордажной атаки, но тридцать три ее лодки были потоплены. Через час береговая батарея полностью замолчала, и Эксмут перевёл обстрел на корабли в гавани, в том числе на несколько военных кораблей, которые к 19:30 были уничтожены.
Хотя флот также бомбардировал город, ущерб был относительно небольшим, поскольку ядра проходили сквозь стены, но не разрушая их. Больший ущерб нанесли ракеты Конгрива, от которых огонь с загоревшихся кораблей в гавани перекинулся на
окружающие склады.
В 20:00 против «батареи маяка», которая вела сильный огонь по флоту, был использован брандер со 143 бочками пороха на борту. Брандер был взорван, но без особого эффекта. В 22:15 Эксмут приказал флоту сняться с якоря и выйти за пределы досягаемости возможности ведения огня. В течение девятичасового обстрела флот союзников произвел более 50 000 выстрелов, используя 118 тонн пороха, а канонерские лодки выпустили 960 бомб.

## Результаты
В полдень следующего дня Эксмут отправил дею письмо, в котором предупредил, что если его условия не будут приняты, он продолжит бомбардировки. Дей принял условия, не осознавая, что эта угроза была ложью, поскольку флот израсходовал почти все свои боеприпасы.
24 сентября 1816 года был подписан договор. Дей освободил 1083 раба-христианина и британского консула. Позже было освобождено более 3000 рабов. Однако берберийская работорговля полностью не исчезла вплоть до завоевания Алжира французами в 1830 году.